# Seiches-sur-le-Loir
Seiches-sur-le-Loir település Franciaországban, Maine-et-Loire megyében. Lakosainak száma 2853 fő (2022. január 1.). Seiches-sur-le-Loir La Chapelle-Saint-Laud, Baracé, Corzé, Marcé, Montreuil-sur-Loir, Tiercé és Huillé-Lézigné községekkel határos.

## Népesség
A település népessége az elmúlt években az alábbi módon változott:
| Lakosok száma | 2199 | 2207 | 2248 | 3019 | 2974 | 2982 | 2978 | 2912 | 2879 | 2853 |
|               | 1968 | 1982 | 1990 | 2006 | 2013 | 2015 | 2017 | 2019 | 2020 | 2022 |